# Hurnet Dekkers
Hurnet Nicoret Dekkers (* 8. Mai 1974 in Rossum, Maasdriel) ist eine ehemalige niederländische Ruderin, die eine olympische Bronzemedaille im Achter gewann.
Die 1,93 m große Hurnet Dekkers vom Amsterdamer Ruderclub RV Skøll erreichte bei den Weltmeisterschaften 2002 das B-Finale im Einer und belegte in der Gesamtwertung den neunten Platz. 2003 wechselte sie in den Doppelvierer und belegte auch in dieser Bootsklasse den neunten Platz bei den Weltmeisterschaften 2003. Auch die Weltcup-Saison 2004 begann Hurnet Dekkers im Doppelvierer, mit dem sie den vierten und den sechsten Platz erreichte. Bei der dritten Regatta ruderte sie mit dem niederländischen Achter auf den zweiten Platz hinter dem US-Boot. Bei den Olympischen Spielen 2004 siegten die Rumäninnen, hinter dem US-Achter gewannen die Niederländerinnen die Bronzemedaille in der Besetzung Froukje Wegman, Marlies Smulders, Nienke Hommes, Hurnet Dekkers, Annemarieke van Rumpt, Annemiek de Haan, Sarah Siegelaar, Helen Tanger und Steuerfrau Ester Workel. 2005 begann Dekkers im Doppelzweier, kehrte aber bei der zweiten Weltcup-Regatta in den Achter zurück. Bei den Weltmeisterschaften 2005 erkämpfte der niederländische Achter die Bronzemedaille hinter Australien und Rumänien. 2007 kehrte Hurnet Dekkers noch einmal in den Achter zurück und belegte den siebten Platz bei den Weltmeisterschaften in München.